# خونکار

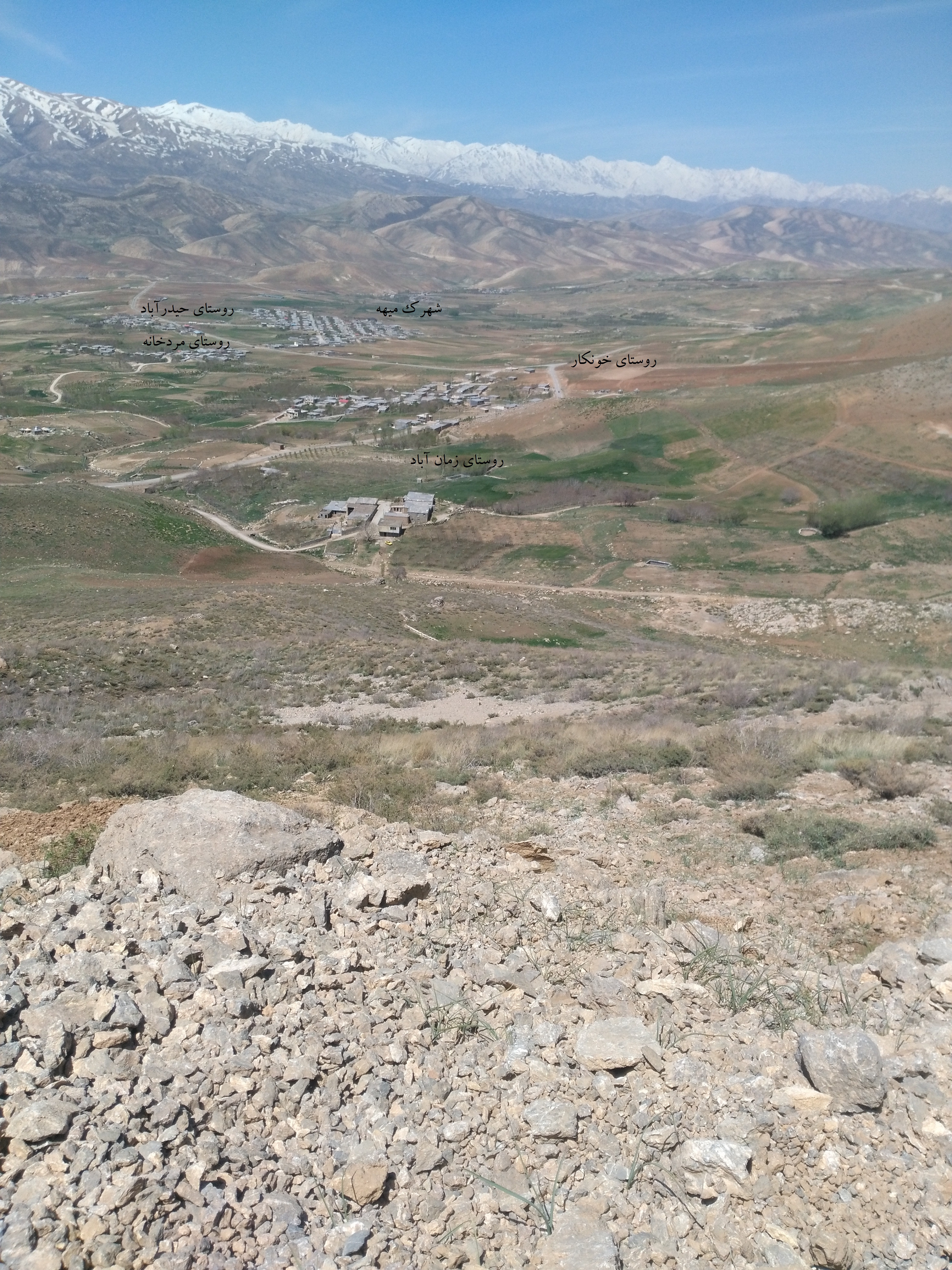
موقعیت جغرافیایی روستای خونکار

خونکار روستایی از توابع بخش مرکزی شهرستان کوهرنگ در استان چهارمحال و بختیاری ایران است.

## وجه تسمیه
اولین خانه ای که در روستا بنا شد توسط شخصی به نام حاج خونکار بوده است به همین دلیل این روستا را به نام وی( قلعه خونکار) نام نهاده اند.

## جمعیت
جمعیت روستا در سال ۱۳۹۵ برابر با ۲۶۱ نفر (۷۰خانوار) بوده‌ واز نظر جمعیت بیست و پنجمین روستای شهرستان کوهرنگ بوده است.  در سال ۱۳۹۹ ، این جمعیت به ۲۶۹ نفر رسیده و بعد از شهرک میهه دومین روستای پرجمعیت منطقه میهه به شمار می رود. از این تعداد ۱۳۲ مرد و ۱۳۷ زن هستند. همچنین تعداد خانوار روستا ۷۵ خانوار است و میانگین سنی جمعیت حدود ۴۰ سال است .همچنین ۷۶ کودک زیر ده سال دارد. 

## بنای مذهبی
تنها بنای مذهبی روستا، امامزاده شعیب نبی است که در شرق روستا قرار دارد.

## سواد
روستای خونکار آباد از اولین روستاهایی است که در آن مکتب تشکیل شد و سپس سپاه دانش در این روستا به تدریس دانش آموزان پرداخت و ساخت مدرسه در این روستا در اولین سالهای بعد از پیروزی انقلاب اسلامی انجام شد . در سال ۱۳۹۸ مدرسه جدیدی در روستا به همت فرد خیری به نام خانم مافی در روستا احداث شده است.

## حسینیه
روستا یک حسینیه و هیات عزاداری ثبت شده با نام هیات عزاداری اباعبداله حسین دارد و در ایام عزاداری این هیات مقدمات عزاداری را با حضور مردم روستا فراهم می کند.

## شورای اسلامی روستا
این روستا از سال ۱۳۷۸ یعنی از اولین دوره شوراهای اسلامی روستا دارای شورای اسلامی روستا بوده و تعداد اعضای این شورا سه نفر است. این روستا دهیاری دارد.

## بهداشت روستا
روستا خانه بهداشت دارد. در این خانه بهداشت خدمات بهداشتی به مردم روستا عرضه می شود. روستا فاقد سیستم دفع فاضلاب است و فاضلاب در چاه های جذبی ذخیره می گردد و زباله های خشک سوزانده و زباله های تر در زمین های کشاورزی رها می شود.

## طرح هادی روستا
در سال ۹۰ و ۹۱  طرح هادی روستا طراحی و تصویب  و تقریبا نیمی از آن اجرا شد.  در سال ۱۳۹۸ بخش عمده ای  از کوچه های روستا توسط شورای اسلامی و دهیاری جدول کشی و آسفالت شد.همچنین زیباسازی چشمه روستا انجام شد  و در سال 1403 تمامی کوچه های اصلی روستا آسفالت گردید. 

## فعالیت های اقتصادی
زراعت فعالیت غالب مردم روستا است ولی به دلیل عدم دسترسی به آب سطحی کشت زمین های روستا به شیوه دیمی انجام می شود. در کنار زراعت، باغداری، دامداری و قالی بافی نیز رواج دارد. جمعیت فعال روستا در شهرهای اصفهان، بندرعباس و شیراز مشغول به کار عمدتا ساختمانی هستند. امروزه با پرورش درختان گردو و بادام در روستا، درآمد نسبتا خوبی از فروش این محصولات عاید مردم روستا می شود.

## جاذبه های گردشگری
چشمه روستا
کوه چوبین
امامزاده شعیب نبی 
آب و هوای مناسب بویژه در فصل بهار و تابستان در روستا
باغ های میوه روستا بویژه درختان گردو و بادام

## فرهنگ وقف در روستا
وقف در روستا جایگاه ویژه ای دارد: تاکنون از طرف مردم روستا ۵ زمین برای نیازهای عام المنفعه در اختیار عموم قرار گرفته است که عبارتند از: زمین خانه بهداشت، زمین میدان فوتبال، زمین مسجد، زمین حسینیه، زمین مدرسه روستا.

## دسترسی
روستا دسترسی مناسبی به مرکز استان،شهرستان و مراکز شهری مهم منطقه دارد:
فاصله با شهرکرد مرکز استان(۶۵ کیلومتر)، چلگرد مرکز شهرستان(۲۰کیلومتر)، شهر باباحیدر (۱۵ کیلومتر) و شهر فارسان( ۳۰ کیلومتر)
دو مسیر دسترسی آسفالته در روستا یکی از طرف باباحیدر به هیرگان و یکی از طرف باباحیدر به چلگرد وجود دارد.

## تاسیسات و تجهیزات
روستا به آب آشامیدنی لوله کشی، گاز شهری، برق و تلفن ثابت و همراه دسترسی دارد.

## عشایر روستا
روستای خونکارآباد محل ییلاق نشینی ۸ خانوار عشایری  در فصل بهار و تابستان است. محل قشلاق( گرمسیر) این عشایر در اطراف شهرهای لالی و شوشتر است.

## لرزه خیزی
به دلیل عبور گسل بزرگ زاگرس از کنار روستا، خطر لرزه خیزی این روستا زیاد است.